# 小行星7637
小行星7637是一颗围绕太阳公转的小行星。1984年2月23日，亨利·德波鸿诺在拉西拉天文台发现了此天体。
这颗小行星的绝对星等为4.484881254897423等。